# Wąwóz Sićevo

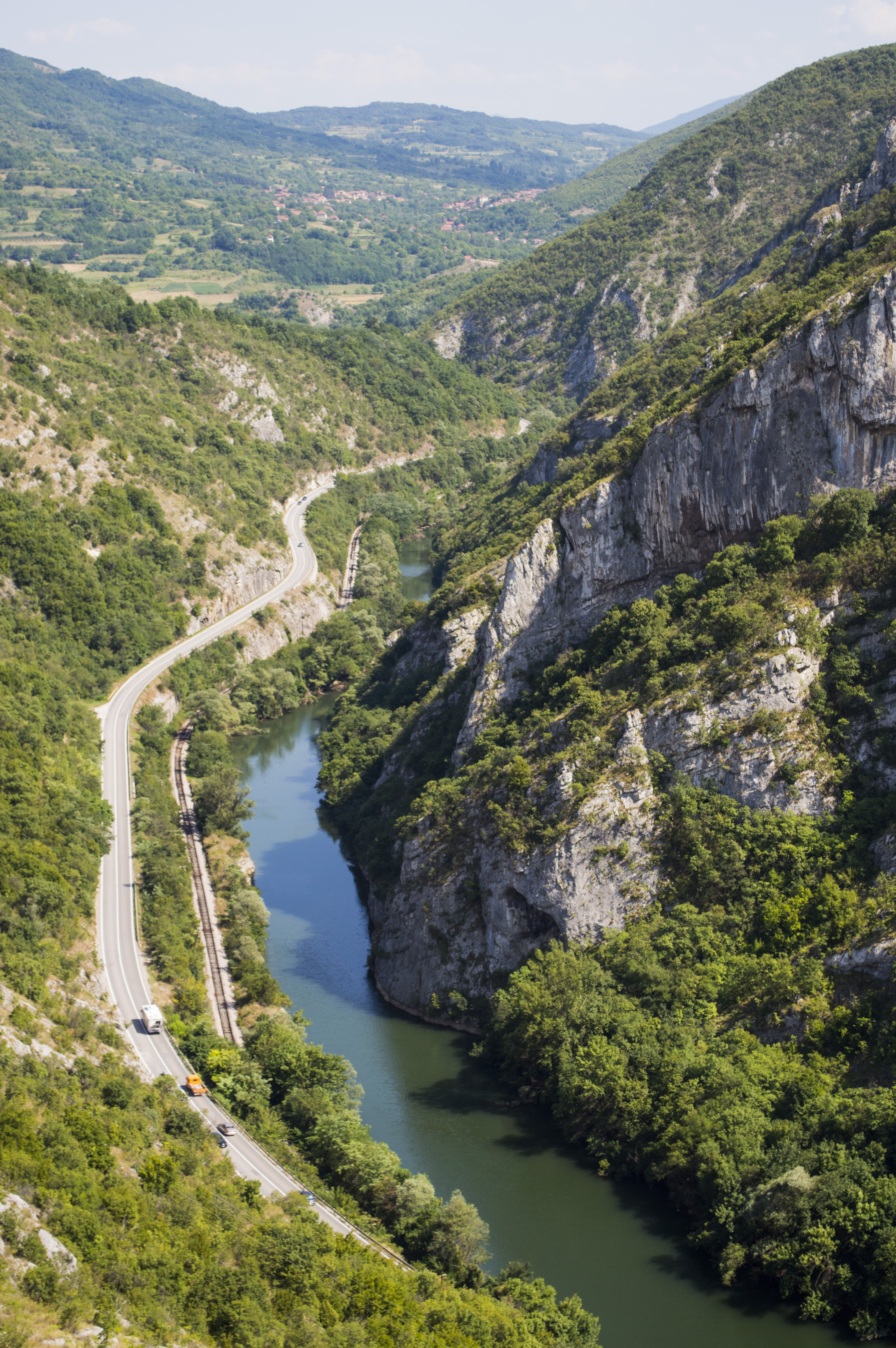
Wąwóz

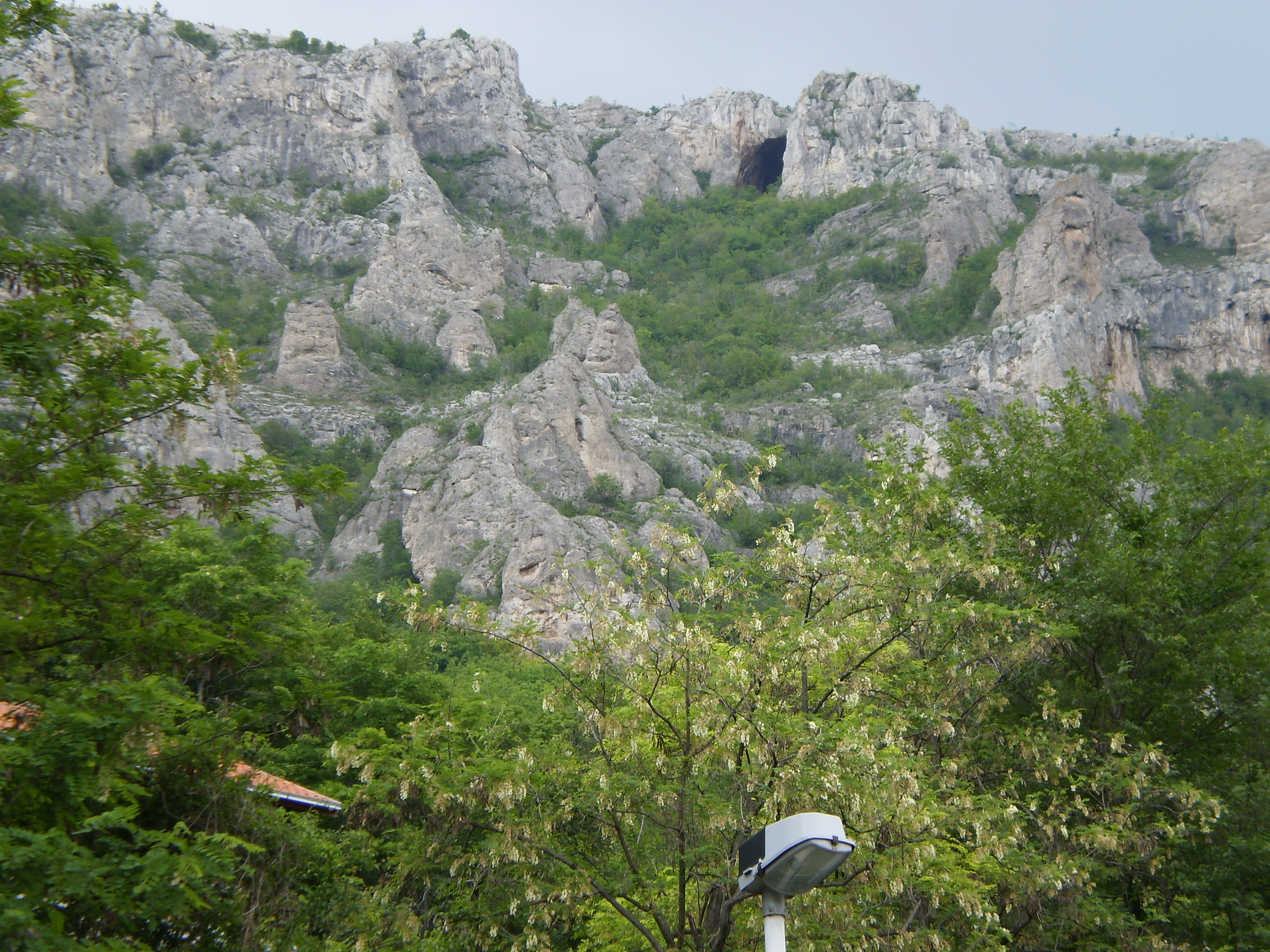
Jaskinie w pobliżu wąwozu

Wąwóz Sićevo (serb.: Sićevačka klisura; cyr.: Сићевачка клисура) – wąwóz rzeczny w Serbii. 

## Charakterystyka
Wąwóz o długości około 17 km i głębokości od 350 do 400 m jest oddalony o około 20 km od miejscowości Nisz. Znajduje się między miastami Bela Palanka i Niška Banja. Wąwozem płynie rzeka Niszawa. W okolicy panują świetne warunki do uprawy winorośli. W 2008 roku w znajdującej się w pobliżu wąwozu jaskini Mala Balanica wykopano żuchwę gatunku Homo erectus, wedle spektroskopii EPR mającą od 397 000 do 525 000 lat.

## Przyroda
Do wąwozu często przybywają miłośnicy polowań, kajakarstwa, wędkarstwa i turystyki górskiej. Stoki wąwozu porastają lasy i zarośla z takimi rodzajami drzew, jak: grab, lilak, jesion i dąb. Faunę reprezentuje między innymi puchacz zwyczajny. Od 1977 roku w części wąwozu znajduje się obszar chroniony.